# Amir Kia
Amir Kia (persiska: امیر کیا), född 28 juli 1911 i Teheran, Persien, död 2001 i Teheran, var en iransk läkare, ortopedisk kirurg och professor i medicin vid Teherans universitet. Han är känd som den moderna ortopedivetenskapens fader i Iran.

## Biografi
Amir Kia föddes 1911 i Teheran, Persien, som fjärde son till Taher Kia (titulerad Montazem Divan), en välbärgad markägare från Lashak i Nowshahr i provinsen Mazandaran. Fadern tjänstgjorde som adjutant vid inrikesministeriet under den qajariska dynastin.

### Utbildning

Georges Küss (främre radens mitt) och Amir Kia (andra person från vänster på främre raden), Paris universitet, 1938.

Amir Kia fick sin gymnasieutbildning i Teheran. 1930 reste han till Frankrike för att studera medicin och specialiserade sig på ortopedisk kirurgi under ledning av Georges Küss (1877 -1967), som var chef för den kirurgiska kliniken vid Fakulteten för medicin vid Paris universitet och senare blev president vid Académie nationale de chirurgie.
Amir Kia tog sin doktorsexamen i ortopedisk kirurgi vid Paris universitet och belönades också med en silvermedalj från universitetet för sin doktorsavhandling.

### Karriär
Efter tio års studier i Frankrike återvände Amir Kia till Iran och började arbeta som ortopedisk kirurg på Sina-sjukhuset i Teheran under professor Yahya Adl, den moderna kirurgins fader i Iran. Sina-sjukhuset var det första moderna sjukhuset i Iran, etablerat 1837 i hjärtat av Teherans historiska distrikt och stadens mestansedda  medicinska institution. Amir Kia var den första specialisten i ortopedisk kirurgi vid sjukhuset och han är känd som den moderna ortopedivetenskapens fader i Iran.
Amir Kia utnämndes till professor i ortopedi vid Fakulteten för medicinska vetenskaper, Teherans universitet, och verkade också som chef för ortopediska sektionen vid Hakim ol-Molk-sjukhuset i Teheran. Han tillbringade det akademiska året 1951-1952 som Fulbright-forskare vid University of California i San Francisco.

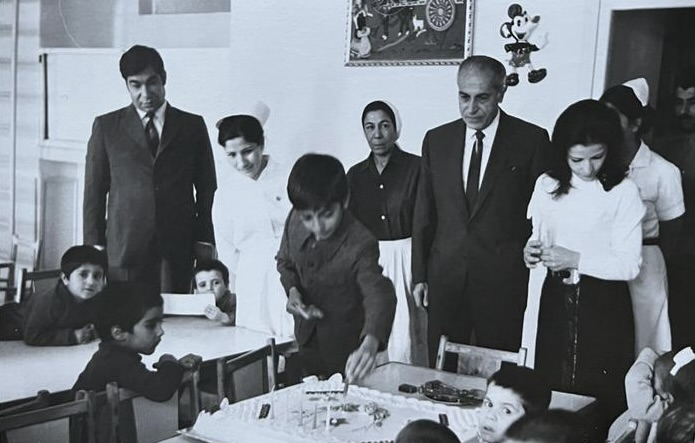
Reza Pahlavi firar sin födelsedag med barn på Nour Afshar-sjukhuset i Teheran, 1960-talets slut. Amir Kia till höger i bild.

Amir Kia var en aktiv medlem i Société Internationale de Chirurgie Orthopédique et de Traumatologie (SICOT) i Bryssel, Belgien, och belönades med en medalj från sällskapet för sina insatser för att främja ortopedisk vetenskap. Han var också medlem i American Orthopedic Association och deltog i dess årliga allmänna möten fram till slutet av 1980-talet. Han är känd för att ha uppfunnit en för sin tid avancerad transfemoral benprotes. Han deltog regelbundet i internationella konferenser och bidrog till att stärka den akademiska profilen för Fakulteten för medicinska vetenskaper vid Teherans universitet.
1976 började Amir Kia arbeta på Nour Afshar-sjukhuset i Teheran som främst tillhandahåller tjänster inom ortopedisk kirurgi, rehabilitering, fysioterapi, hydroterapi, ett laboratorium och radiologi. Hans arbete var särskilt inriktat på barn som insjuknat i polio, vilka alla fick gratis vård där fram till den iranska revolutionen 1979.
Från och med mitten av 1960-talet brukade den dåvarande iranske kronprinsen Reza Pahlavi besöka Amir-Kia, som var god vän till kungafamiljen, på sjukhuset. Kronprinsen brukade dela sin födelsedagstårta med barnpatienterna på sjukhuset varje år.

### Privatliv

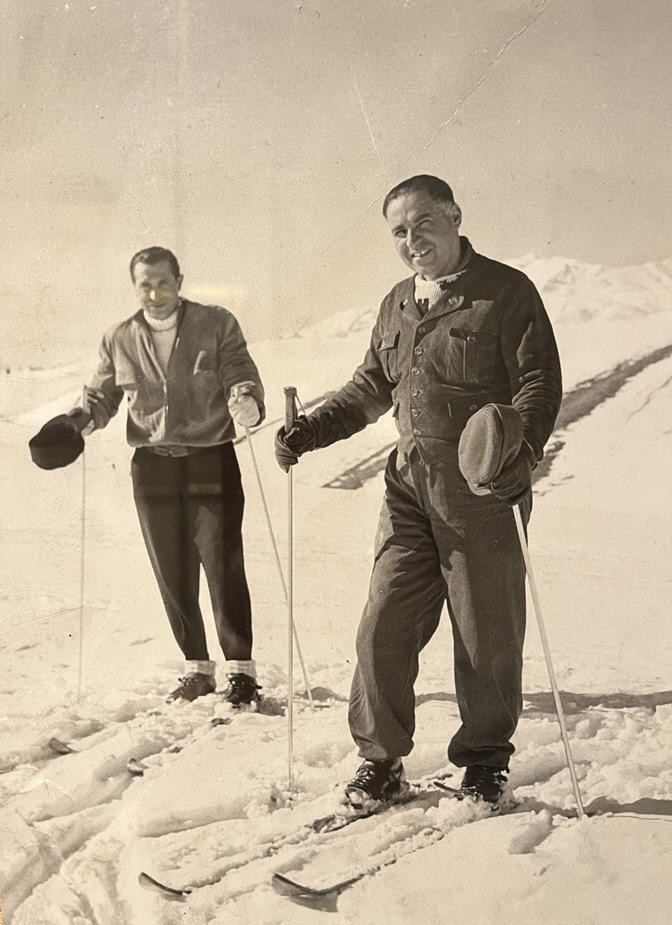
Bröderna Amir Kia (t.v.) och Ali Kia, Dizin, Iran, 1950-talet.

I mars 1944 gifte sig Amir Kia i Teheran med Qamar Zaman Khanum, dotter till Sadeq Mirza, titulerad Ehtesham Divan. Paret fick tre döttrar: Ladan Kia (f. 1945), Laleh Kia (f. 1946) och Niloufar Kia (f. 1959).
Amir Kia är yngre bror till Ali, Mohammad-Vali, Yahya och Hamid. Ali Kia var general i den kejserliga iranska försvarsmakten, utexaminerad från Teherans militärhögskola och Krigshögskolan i Stockholm. Han var chef för den militära underrättelsetjänsten i Iran 1948–1953, och dessförinnan tjänstgjorde han som militärattaché i Stockholm och Berlin i tolv år och i Prag och Budapest i fyra år. Yahya var affärsman och bosatte sig i Sverige. Mohammad-Vali bytte efternamn till Siassi Montazem och utnämndes 1944 till Irans ambassadör i Sverige.
Amir Kia avled i Teheran 2001 (1380 enl. iransk kalender) och är begravd på Behesht-e Zahra, i södra delen av huvudstaden.

## Författarskap
Amir Kia publicerade ett stort antal böcker och artiklar inom medicin och i synnerhet ortopedisk kirurgi, på persiska, franska och engelska. Han är mest känd för sitt verk Shekaste-bandi (Ortopedisk kirurgi), som publicerades i tre volymer av Teherans universitet 1951. Boken täcker alla områden av ortopedisk kirurgi på cirka 600 sidor och anses fortfarande vara ett standardverk i ämnet i Iran.